# Rose Liechtenstein

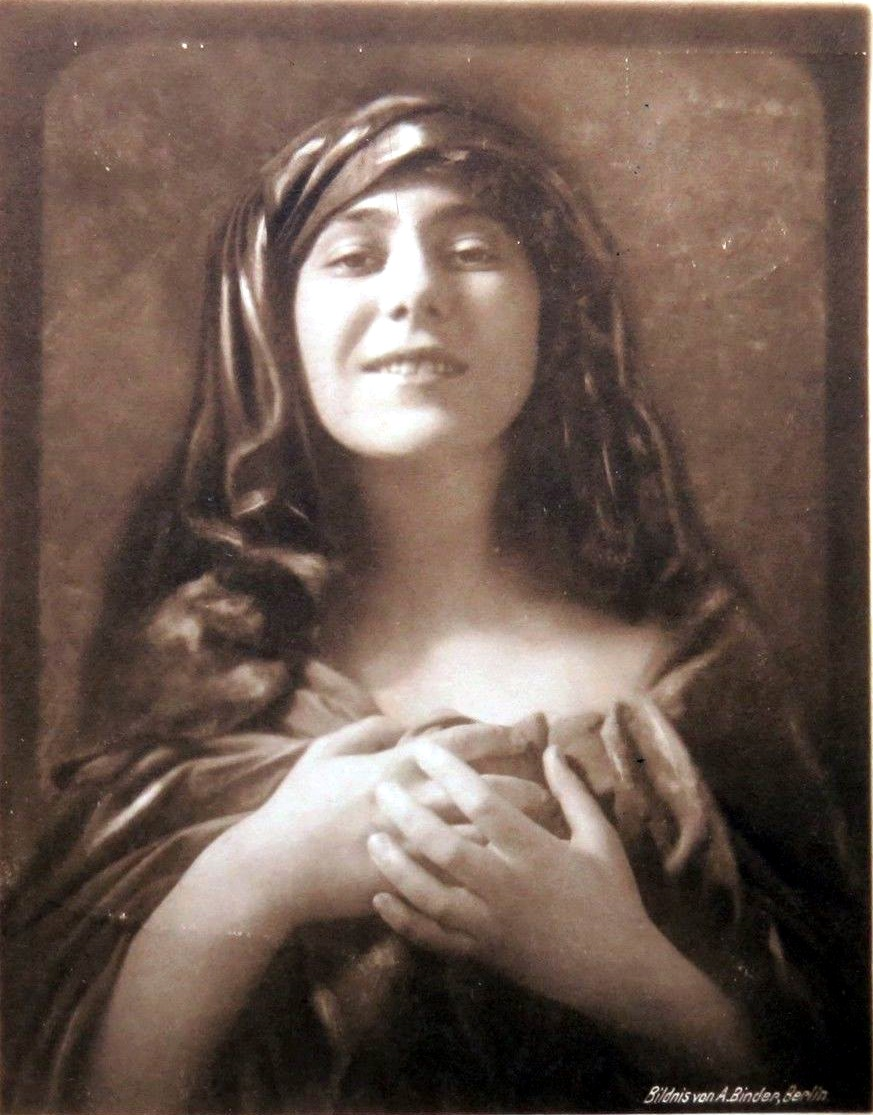
Alexander Binder: Rose Liechtenstein (1923)

Rose Liechtenstein (26. März 1887 in Wronke, Kreis Samter als Rosa Lichtenstein – 22. Dezember 1955 in Tel Aviv, Israel) war eine deutsche Theater- und Filmschauspielerin der Stummfilmzeit.

## Leben
Sie war eine Tochter des Kantors Schmul Lichtenstein und seiner Ehefrau Martha geb. Finkelstein. Ihre Ausbildung erhielt sie an der Marie-Seebach-Schule, bevor sie 1909 nach Meiningen ging. Es folgten Engagements in Düsseldorf, Mannheim, Berlin und New York. 1915 spielte sie an Fronttheatern in den deutschbesetzten Gebieten in Belgien und Frankreich. Ab 1916 war sie dann auch im Filmgeschäft tätig.
Neben einer Reihe verschiedenartiger Stummfilme spielte sie Rollen in den Fritz-Lang-Filmen „Die Nibelungen, 2. Teil: Kriemhilds Rache“, „Metropolis“ und in seinem ersten Tonfilm „M – Eine Stadt sucht einen Mörder“, ihrem letzten Film vor der Emigration.
Neben ihrer Bühnentätigkeit gastierte sie in den 1920er Jahren auch beim Rundfunk in Berlin, wo sie als Sprecherin in Hörspielproduktionen der „Berliner Funk-Stunde“ besetzt war, z. B. 1929 in dem seinerzeit Aufsehen erregenden „Straßenmann“ von Hermann Kesser, bei dem Alfred Braun Regie führte. Der Hörer-Almanach „Künstler am Rundfunk“ auf das Jahr 1932 widmete ihr eine Seite, wo zu ihrem Photo zu lesen war: „Rose Lichtenstein war an zahlreichen Bühnen des In- und Auslandes tätig. Sie gastiert häufig bei der Berliner Funk-Stunde. Sie liebt ihr Heim und ihre Katzen, von denen sie vier Exemplare hat.“.
Als Künstlerin jüdischer Abstammung floh sie 1933 vor den Nationalsozialisten nach Palästina. 1944 gehörte sie in Tel Aviv zum Gründungsteam des berühmten Theatron Kameri. Dort entwickelte sie sich „zur Adele Sandrock der Israeli“.
Sie verstarb 68-jährig in Tel Aviv.

## Filmografie
- 1916: Arme Eva Maria
- 1916: Freitag, der 13. Das unheimliche Haus. 2. Teil
- 1917: Der eiserne Wille
- 1917: Die zweite Frau
- 1918: Don Juans letztes Abenteuer
- 1919: Dämmernde Nächte
- 1919: Das Gebot der Liebe
- 1919: Das Geheimnis des Amerika-Docks
- 1919: Das Herz des Casanova
- 1919: Der Mädchenhirt (nach einer Vorlage von Egon Erwin Kisch)
- 1919: Die Bodega von Los Cuerros
- 1919: Die Braut des Cowboy
- 1919: Die Diamanten des Zaren
- 1919: Die Japanerin
- 1919: Die Toten kehren wieder. Enoch Arden
- 1919: Der Würger der Welt
- 1920: Moral
- 1920: Seine drei Frauen
- 1921: Der Passagier in der Zwangsjacke
- 1921: Die rätselhafte Zwölf
- 1921: Die Tigerin
- 1921: Wie das Mädchen aus der Ackerstraße die Heimat fand
- 1922: Im Glutrausch der Sinne. 2. Die geschminkte Frau
- 1922/24: Die Nibelungen, 2. Teil: Kriemhilds Rache
- 1926: Metropolis
- 1931: M